# Dimos Molos-Agios Konstantinos
Dimos Molos-Agios Konstantinos (Molos-Agios Konstantinos) är en kommun i Grekland.   Den ligger i prefekturen Fthiotis och regionen Grekiska fastlandet, i den centrala delen av landet, 120 km nordväst om huvudstaden Aten. Antalet invånare är 13 932. Arean är 340 kvadratkilometer.
Terrängen i Dimos Molos-Agios Konstantinos är varierad.